# 哈林篮球队
哈林环球旅行者篮球队（英語：Harlem Globetrotters，簡稱：哈林籃球隊），是一支以表演花式篮球的美国职业篮球队，总部位于纽约市哈林區。
该队1926年创建于芝加哥，创始人为阿贝·塞波斯汀，1928年迁往哈林區，成为一支以黑人为主的球队。早期该队以竞技水平著称，曾在1948年和1949年两度击败由乔治·米肯领军的NBA总冠军明尼阿波利斯湖人队，证明了黑人球队完全可以和白人职业篮球队抗衡。
1950年后，随着NBA打破肤色界限吸纳黑人球员，哈林篮球队开始难以吸收到顶级竞技水平球员，于是逐渐转型成为一支以娱乐表演为主的花式篮球队，其比赛包含了戏剧、表演、舞台剧等成分。包括威尔特·张伯伦在内的许多NBA球员均曾客串演出。1985年哈林篮球队开始招收女队员。时至今日，哈林篮球队已在全球118个国家进行过20,000多场表演赛。

## 選秀
自2007年開始，球隊每年都會在NBA選秀前幾天安排自己的選秀，這些球員不一定是職業籃球員，亦不一定是男性，他們包括：孫明明（2007年）、布倫特·皮特维（2007年）、小帕特里克·尤因（2008年）、桑尼·威姆斯（2008年）、泰勒·格里芬（2009年）、添·侯活（2009年）、馬克·泰特斯（2010年）、利昂內爾·美斯（2010年）、保羅·斯特吉斯（2011年）、安德魯·古德洛克（2011年）、馬里安諾·李維拉（2013年）、布里特妮·格里纳（2013年）等等。

## 名譽成員
- 亨利·基辛格[4]
- 鲍勃·霍普
- 卡里姆·阿卜杜勒-贾巴尔
- 胡比·高拔
- 納爾遜·曼德拉
- 杰姬·乔伊娜-克西
- 教宗若望·保祿二世[5]
- 傑西·傑克遜
- 教宗方濟各[6]
- Dude Perfect[7]